# Короткоклювые крапивники
Короткоклювые крапивники (лат. Cistothorus) — род певчих птиц семейства крапивниковых (Troglodytidae). Распространены в Северной, Центральной и Южной Америке. Представители рода достигают длины 9,5—12,5 см, имеют довольно короткий клюв и желтовато-коричневую окраску оперения с заметными чёрно-белыми бороздками на спине.

## Классификация
По данным базы Международного союза орнитологов в составе рода выделяют 5 видов:
| Изображение | Русское название                   | Научное название      | Распространение                      |
| ----------- | ---------------------------------- | --------------------- | ------------------------------------ |
|             |                                    | Cistothorus stellaris | Северная Америка                     |
|             | Белобровый короткоклювый крапивник | Cistothorus meridae   | Венесуэла                            |
|             | Большой короткоклювый крапивник    | Cistothorus apolinari | Колумбия                             |
|             | Травяной короткоклювый крапивник   | Cistothorus platensis | Мексика, Центральная и Южная Америка |
|             | Болотный короткоклювый крапивник   | Cistothorus palustris | Северная Америка                     |